# Абузаров, Салават Назирович
Салават Назирович Абузаров (башҡ. Салауат Нәзир улы Әбүзәров; род. 29 января 1967, деревня Таш-Асты Гафурийского района Республики Башкортостан) — башкирский поэт, драматург. Член Союза писателей Республики Башкортостан и России (1995).

## Биография
Будущий поэт учился в Имендяшевской средней школе, служил на Дальнем Востоке в пограничных войсках.
Окончил филологический факультет Башкирского государственного университета (ныне Уфимский университет науки и технологий). Салават Абузаров в литературу пришёл в 90-х годах. Работает в жанрах поэзии и драматургии. Он — автор четырёх сборников стихотворений.
Его первая пьеса «Мечтатель» («Хыялый») была поставлена в Башкирском государственном академическом театре драмы имени Мажита Гафури (г. Уфа), Сибайском театре имени А. Мубарякова, Оренбургском государственном татарском драматическом театре имени Мирхайдара Файзи, Набережночелнинском татарском государственном театре. Также его пьесы «Мечтатель» («Хыялый») и «Муки судьбы» («Әсир») заняли первое место в республиканском конкурсе драматических произведений. В 2012 году народным театром «Үҫәргән» Зианчуринского района была постановлена его пьеса «Под знаменем…» («Байраҡ аҫтында…»).
Автору свойственны образность речи, интонационный ритм и дар «чувствования природы театра».
В каждом своём новом произведении автор стремится к обновлению содержания и формы и к совершенству стихотворной техники . Задумчивый и весёлый романтичный поэт Салават Абузаров через яркие образы стремится показать национальное своеобразие героев, особенность национального характера.
Ныне работает заведующим отдела литературы и культуры республиканской газеты «Башҡортостан».

## Книги
- Песня Земле (Еремә йыр)
- Яблоко раздора (Ыҙғыш алмаһы)
- Девятый вал (Туғыҙынсы тулҡын)
- Плод небесный (Йыһан емеше)
- Сад любви (Мөхәббәт баҡсаһы)
- Книга деяний (Ғәмәл дәфтәре)

## Награды
- Почётная грамота Министерства культуры РБ
- Почётная грамотой Министерства Печати и массовых коммуникаций
- Премия имени Салавата Юлаева (2018)[1]